# Lahmia
Lahmia är ett släkte av lavar. Lahmia är ensam i familjen Lahmiaceae och i ordningen Lahmiales som ingår i divisionen sporsäcksvampar och riket svampar.
Arter inom släktet:
- Lahmia kunzei
- Lahmia waghornii